# Culture de l'Eswatini

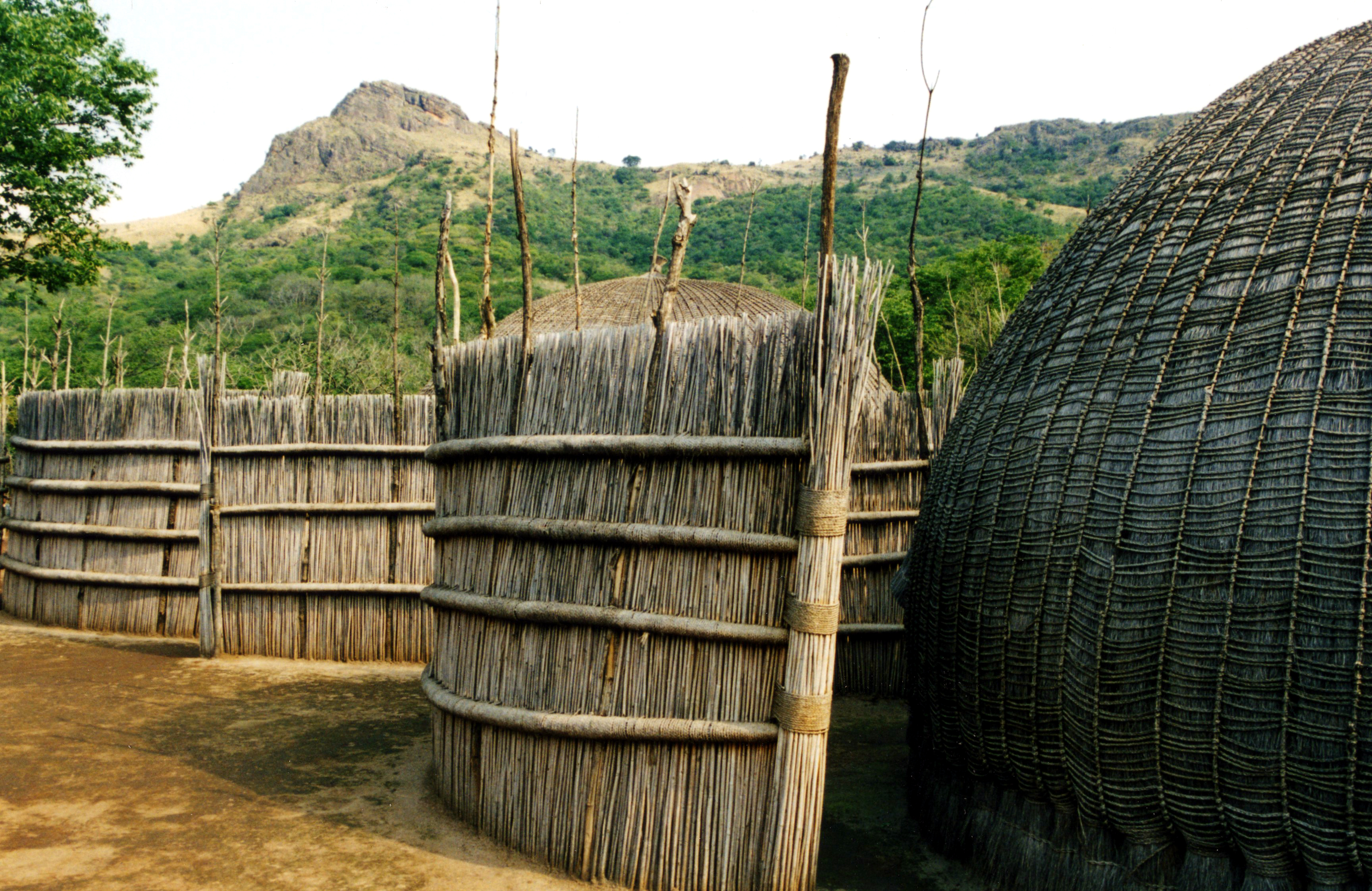
Habitat traditionnel.

La culture de l'Eswatini (Afrique australe) désigne d'abord les pratiques culturelles observables des 1 500 000 d'habitants du pays.
L'événement culturel le plus connu est la cérémonie annuelle  Umhlanga, avec rituel d'abstinence sexuelle, umchwasho jusqu'au 19 août.

## Langues et peuples

### Peuples
L'Eswatini est composé de différents peuples dont sawzis en majorité, les tchonga shangaan et les zulu.

## Traditions

### Religions
- Religion en Eswatini (en)
  - Christianisme (80-90%)
    - Église réformée de l'Eswatini (en) (10-20%)
    - Église catholique en Eswatini (en) (5%)
    - Zionisme (en) (40%)

  - Islam en Eswatini (2,1%)
  - Judaïsme, Histoire des Juifs en Eswatini (en)
  - Hindouisme
  - Foi Baha'ie
  - Religions traditionnelles africaines, Incwala, principal rituel de la religion traditionnelle royale kwazi
- Animisme, Fétichisme, Esprit tutélaire, Mythologies africaines
- Religion en Afrique, Christianisme en Afrique, Islam en Afrique
- Islam radical en Afrique noire
- Anthropologie de la religion

### Symboles
- Armoiries de l'Eswatini (1968)
- Drapeau de l'Eswatini (1967)
- Nkulunkulu Mnikati wetibusiso temaSwati, hymne national de l'Eswatini (1968)

### Pratiques
- Village culturel de l'Eswatini

## Société

### Famille
- Prostitution en Eswatini (en)

#### Polygamie

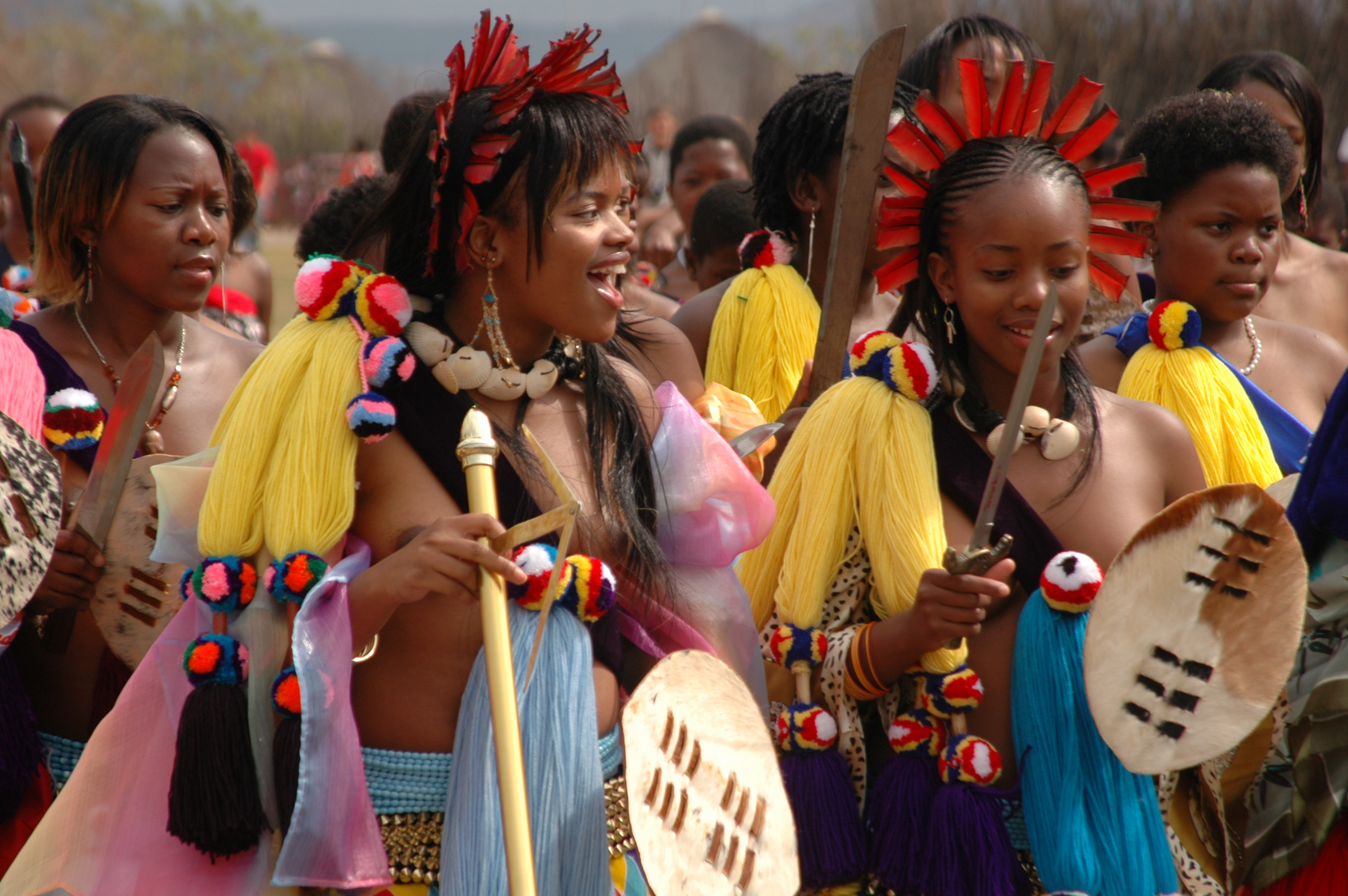
La princesse Sikhanyiso Dlamini au Reed Dance Festival 2006

L'Eswatini est un pays profondément polygame. Mswati III, roi actuel, couronné à l'âge de 18 ans, s'est marié à quatorze reprises. Son père, Sobhuza II, qui régna de 1921 à 1982, eut 120 épouses.
Mswati III déclara que la polygamie « ne contribuait pas à la propagation du VIH parmi la population », dans un pays où le nombre de personnes séropositives frôle les 40 %.

### Société
- Ubuntu, Fraternité
- Palabre, Arbre à palabres

### État
- Rapport Swaziland 2016-2017 d'Amnesty International lien cassé
- Politique en Eswatini
- Histoire de l'Eswatini

### Éducation
- Éducation en Eswatini (en)
- Liste des universités en Eswatini (en)
- Travail des enfants en Eswatini (en)

## Fêtes
- Jours fériés officiels en Eswatini (en)

## Arts de la table
- Cuisine swazie
- Cuisine africaine

## Santé
- Santé en Eswatini (en)
- SIDA en Eswatini (en)

### Médecine traditionnelle
- Guérisseurs traditionnels d'Afrique du Sud (en) ou Inyanga

Il existe bien des dispensaires, hôpitaux et autres centres de soins médicaux. Mais beaucoup de Swazis préfèrent s'en remettre à la médecine africaine traditionnelle. Aussi le roi a-t-il décidé de créer une "mananga", établissement où un initié transmet à des femmes le savoir et les pouvoirs occultes qui guérissent les maladies.

## Sports
- Football, rugby...
- Eswatini aux Jeux olympiques
- Sibebe Survivor (en) depuis 2004
- Jeux africains ou Jeux panafricains, depuis 1965, tous les 4 ans (...2011-2015-2019...)

## Artisanats

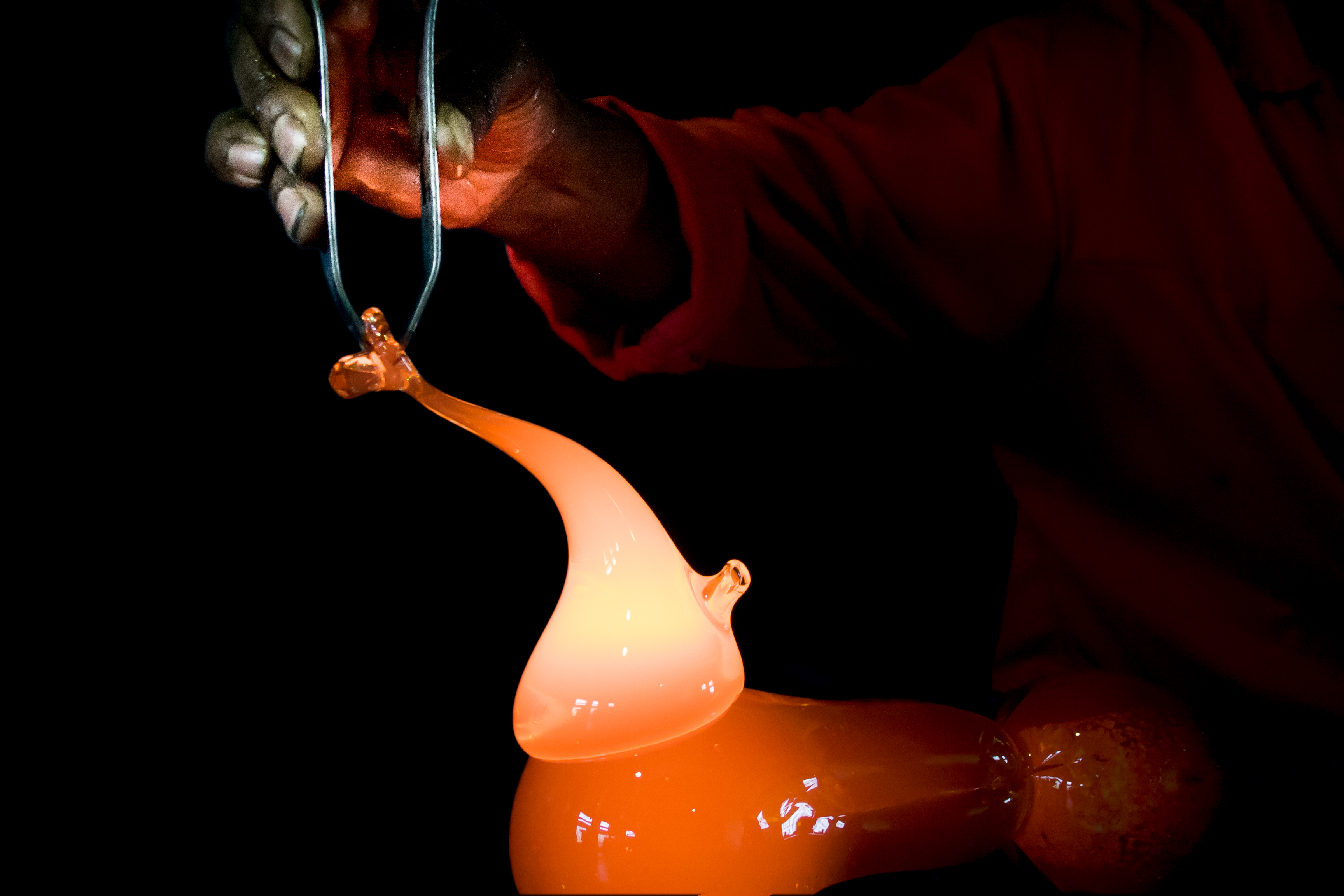
Réalisation d'un éléphant en verre soufflé.

- Art africain traditionnel, Art contemporain africain
- Liste de sites pétroglyphiques en Afrique, Art rupestre
- Céramique d'Afrique subsaharienne

## Arts visuels

### Architecture
- Architecture traditionnelle
- Architecture moderne

## Arts du spectacle

### Musique, danse, chant
- Musique de l'Eswatini (en)
- Mine bengidzakiwe (en) (2007)
- Musique ethnique Swazi (en)
- Incwala, principal rituel royal
- Umhlanga, cérémonie zulu et swazi

### Cinéma
- Réalisateurs : Richard E. Grant (né en 1957), Zola Maseko (né en 1967)

## Médias
En 2013, le classement mondial sur la liberté de la presse établi chaque année par Reporters sans frontières situe l'Eswatini au 155e rang sur 179 pays. Une « situation difficile » y a été observée.

### Internet (.sz)
- Internet[4]
- Télécommunications en Eswatini (en) (dont Internet)

## Littérature
L'Eswatini est le pays de nombreux écrivains écrivant en anglais, en swati ou en zoulou.
Les écrivains les plus connus sont :
- James Shadrack Mkhulunylwa Matsebula (1918-1983), poète et historien de renom
- Sarah Mkhonza (née en 1957), qui a quitté (de force) l'Eswatini en 2003,
- Stanley Matsebula (né en 1958), également économiste important.

## Tourisme
- Tourisme en Eswatini (en)
- Attractions touristiques en Eswatini
- Conseils aux voyageurs pour l'Eswatini:
  - France Diplomatie.gouv.fr
  - Canada international.gc.ca
  - CG Suisse eda.admin.ch
  - USA US travel.state.gov

## Patrimoine

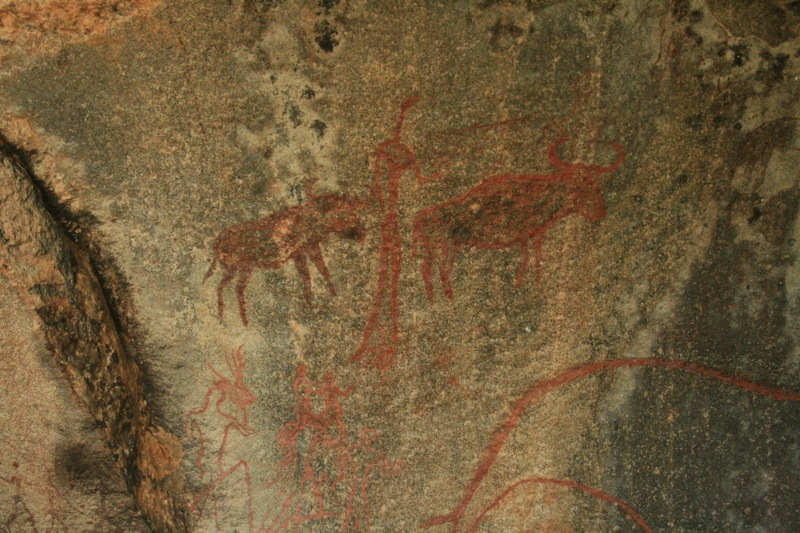
Art rupestre

Le programme Patrimoine culturel immatériel (UNESCO, 2003) n'a rien inscrit pour ce pays dans sa liste représentative du patrimoine culturel immatériel de l’humanité (au 14/01/2016).
Le programme Mémoire du monde (UNESCO, 1992) n'a rien inscrit pour ce pays dans son registre international Mémoire du monde (au 14/01/2016).
Voir également : * Swaziland National Trust Commission (en).

### Musées et autres institutions
- Liste de musées en Eswatini

### Liste du Patrimoine mondial
Le programme Patrimoine mondial (UNESCO, 1971) a inscrit dans sa liste du Patrimoine mondial (au 12/01/2016) : Liste du patrimoine mondial en Eswatini.

## Tourisme
- Tourisme en Eswatini (en)

### Discographie
- (en) The Nguni sound : South Africa & Swaziland : 1955 '57 '58 (collec. Hugh Tracey), International Library of African Music, Grahamstown, 2003

### Filmographie
- Les Épouses du Swaziland, film documentaire de Gérard Perrier, RFO, Paris, 1999, 26 min (VHS)